# José Luis Fernández del Amo
José Luis Fernández del Amo Moreno (Madrid; 1914-Valdelandes,El Barraco; Ávila; 19 de agosto de 1995) fue un arquitecto español. 

## Biografía
Estudia en la Escuela de Arquitectura de Madrid y obtiene el título en 1942. Ingresa como arquitecto de Regiones Devastadas, desde ahí, y desde el Instituto Nacional de Colonización, desarrolla los proyectos de pueblos de colonización de San Isidro de Albatera (1953, Alicante), Villalba de Calatrava (1955, Ciudad Real), Vegaviana (1956, Cáceres),  El Realengo (1957, pedanía de Crevillente, Alicante), Cañada de Agra (1962, pedanía de Hellín, Albacete), La Vereda (1963, pedanía de Peñaflor, Sevilla), Miraelrío (1964, pedanía de Vilches, Jaén). Todos los anteriores catalogados por el DOCOMOMO Ibérico. Otros son: Campohermoso y Las Marinas (Almería), El Trobal (Sevilla), Belvis del Jarama (Madrid), El Torno y La Barca de la Florida (Cádiz), Gévora (Badajoz) llamada entonces Gévora del Caudillo, Pueblo Nuevo de Jumilla (Murcia) y Solana de Torralba (Jaén). 
Por los proyectos de colonización presentados en la VI Bienal de Sao Paulo (1961) obtuvo el Gran Premio de Arquitectura (compartido con Rafael Leoz)
Adscrito a las corrientes de arte moderno, impulsa la creación del Museo Español de Arte Contemporáneo (actualmente Museo Reina Sofía) que dirige entre 1952 y 1958, en su primera localización en los bajos de la Biblioteca Nacional, convirtiéndolo en lugar de encuentro para los movimientos vanguardistas de la España de la época.
Fue también profesor en la escuela de Arquitectura de Madrid y académico numerario de la Real Academia de Bellas Artes de San Fernando.

## Obras

### Poblados de colonización

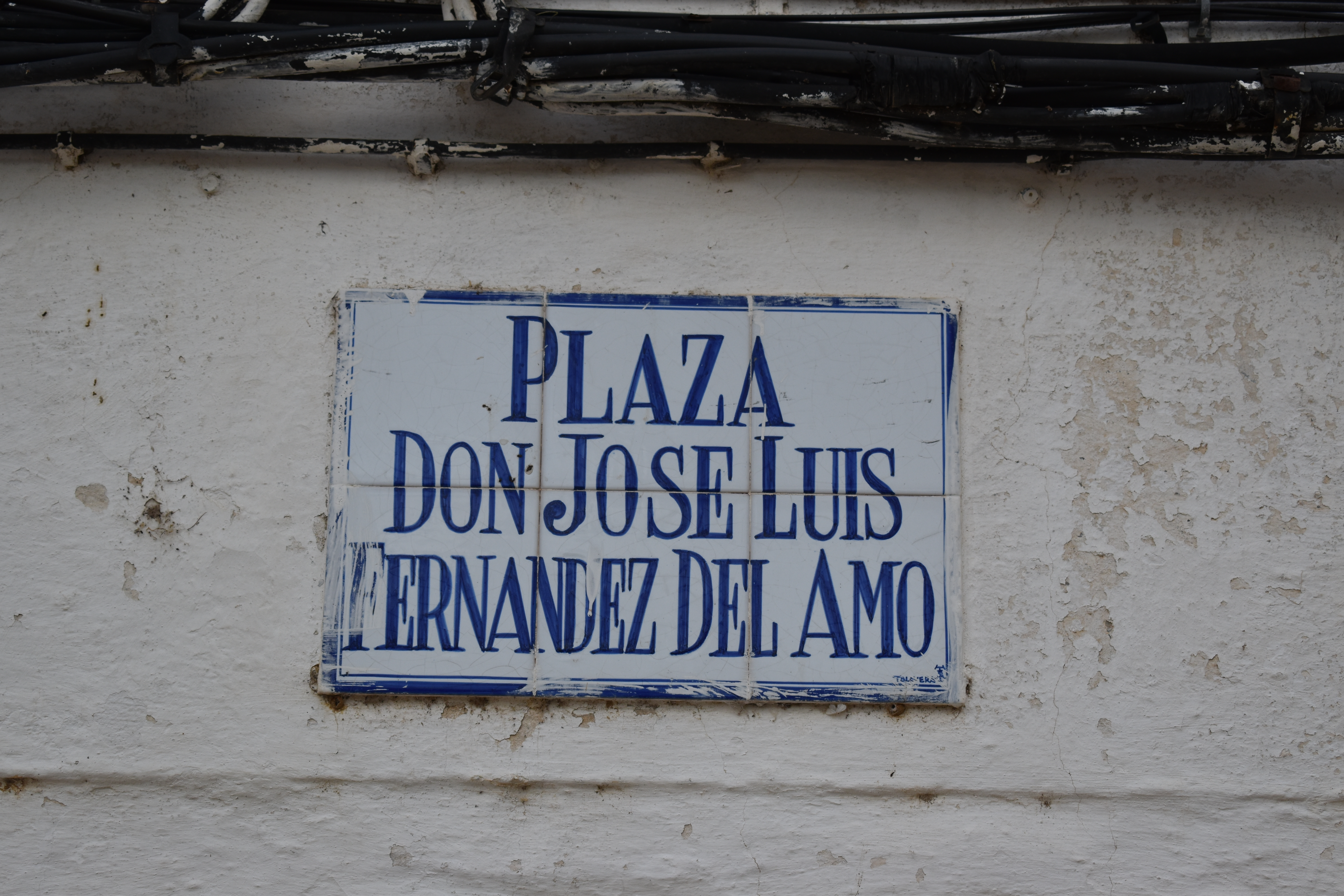
Plaza Don José Luis Fernández del Amo en Vegaviana.

Catalogados por el DOCOMOMO Ibérico. 
- San Isidro (1953, Alicante);
- Villalba de Calatrava (1955, Ciudad Real);
- Vegaviana (1956, Cáceres);
- El Realengo (1957, pedanía de Crevillent, Alicante);
- Cañada de Agra (1962, pedanía de Hellín, Albacete);
- La Vereda (1963, pedanía de Peñaflor, Sevilla);
- Miraelrío (1964, pedanía de Vilches, Jaén).

Otros: 
- Campohermoso y Las Marinas (Almería);
- El Trobal (Sevilla);
- Belvis del Jarama (Madrid);
- El Torno y La Barca de la Florida (Cádiz);
- Gévora (Badajoz);
- Pueblo Nuevo de Jumilla (Murcia);
- Solana de Torralba (Jaén).

### Iglesias

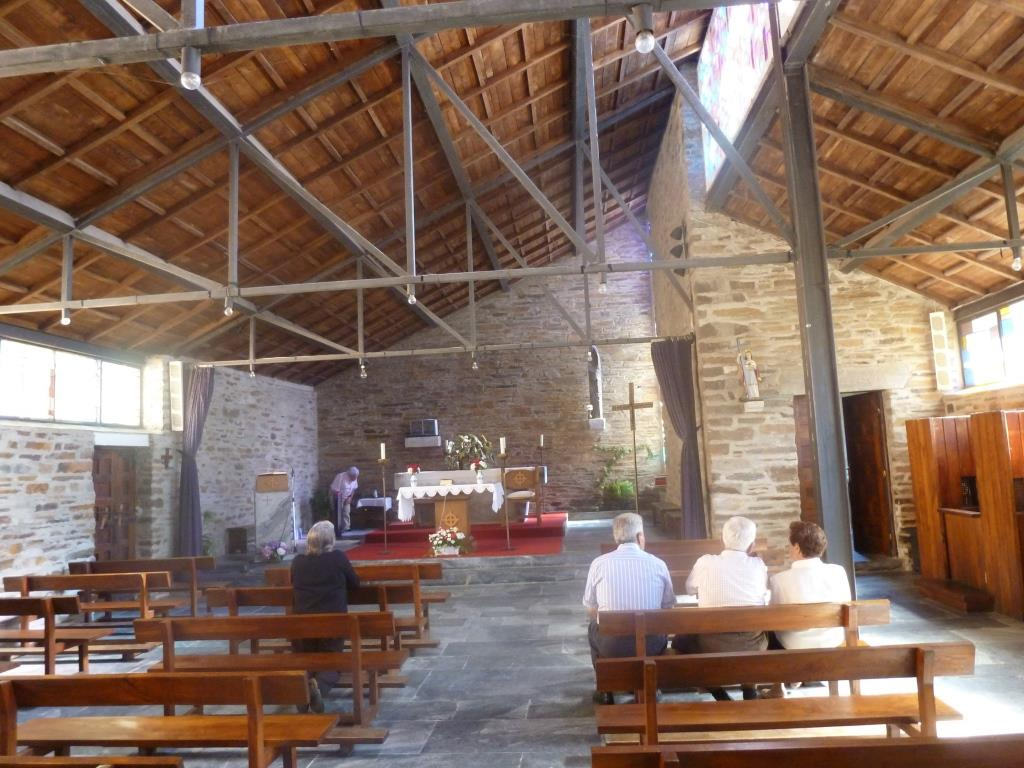
Interior de la iglesia de la Santa Cruz, Cruz do Incio.

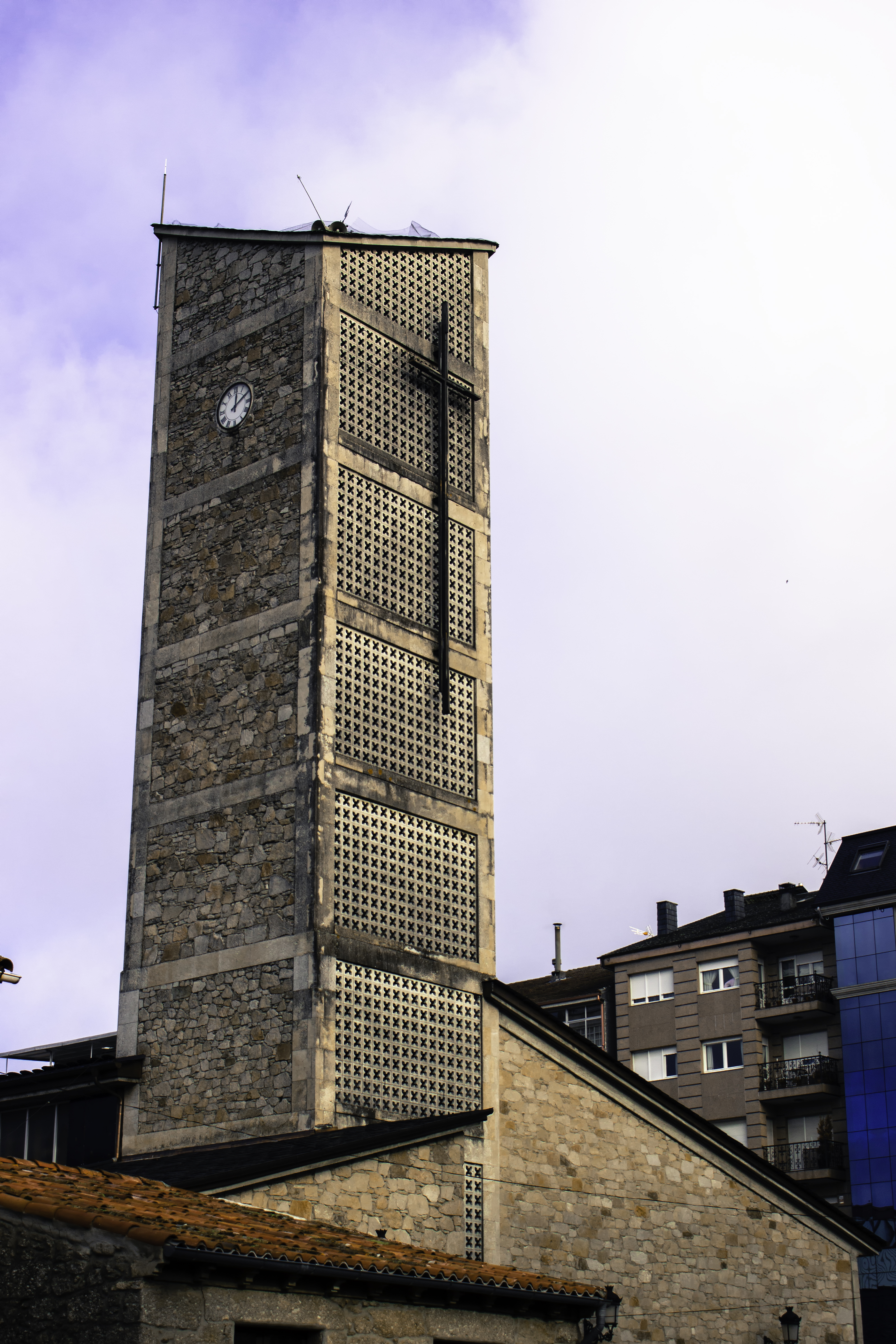
Iglesia nueva de Santa Mariña de Chantada.

- Nuestra Señora de la Luz (Madrid);
- La Santa Cruz, en Cruz do Incio (Lugo);
- San Antonio de Pádua (Lugo);
- Santa Mariña, en Chantada.(Lugo);
- Santa María, en Bayo (La Coruña);
- Centro de Ejercicios Espirituales para las Esclavas del Sagrado Corazón (Madrid).

### Otros
- Biblioteca del Instituto de Cultura Hispánica, (Madrid), realizado con Antonio Fernández Alba;
- Ayuntamiento de Porcuna, provincia de Jaén;
- Su casa en Valdelandes, provincia de Ávila.